# Leopoldshagen
Leopoldshagen es un municipio situado en el distrito de Pomerania Occidental-Greifswald, en el estado federado de Mecklemburgo-Pomerania Occidental (Alemania), a una altitud de 6 metros. Su población a finales de 2016 era de 700 habs. y su densidad poblacional, 34 hab/km².
Se encuentra ubicado en la costa de la laguna de Szczecin.